# A Kind of Magic (canción)
«A Kind of Magic» (en español o castellano: Una especie/un tipo de magia) es una canción principal realizada por la banda de rock inglesa británica Queen como parte de su álbum del mismo nombre A Kind of Magic. La canción fue escrita y compuesta por el baterista de la banda Roger Taylor y formó parte de la banda sonora de la película «Los inmortales», una que aparece de forma exclusiva en Highlander, y el resto en el álbum del mismo nombre, y presentado como tema final. La letra de la canción hacía referencia a la película en frases como «One prize, one goal» (‘Un premio, una meta’) o «No mortal man» (‘Ningún hombre mortal’). El sencillo alcanzó el número tres en la lista de singles del Reino Unido, los diez primeros en varios países europeos y el número #42 en el Billboard Hot 100 de EE. UU.. La canción es la canción de apertura en los álbumes recopilatorios de la banda, Greatest Hits II y Classic Queen. 
Queen grabó una versión con un sentido más rock la cual es la que se puede oír en la película, mientras que para el álbum Freddie Mercury hizo una remezcla con la que la canción se acercó más hacia un sonido pop.
La canción fue presentada en cada concierto del Magic Tour ese mismo año, volviéndose en una favorita en los conciertos. La canción también fue presentada usualmente durante sus últimas giras Queen + Paul Rodgers Tour y Rock the Cosmos Tour.
Brian May durante la grabación del vídeo no utilizó su Red Special, sino una copia hecha en 1984.
Una versión de esta canción aparece en la serie animada A Kind of Magic (en países de habla hispana, conocida como ‘Mi Familia Mágica’) que se emite por Disney Channel y canal Jetix para Latinoamérica.

## Grabación

### Highlander
La frase "a kind of magic" es utilizada en Highlander por Connor MacLeod (Christopher Lambert) como una descripción de su inmortalidad. A Roger Taylor le gustó tanto la frase que la usó como inspiración para la canción. Hay referencias a la película en la letra: "one prize, one goal"; "no mortal man"; and "there can be only one" ("un premio, un objetivo"; "Ningún hombre mortal"; y "solo puede haber uno"). La portada del sencillo presenta una imagen de Clancy Brown en el personaje del villano de la película, The Kurgan.

### Composición
Taylor escribió la canción, que apareció originalmente en la película Highlander. Brian May describió esta versión original como "bastante lúgubre y pesada". Para la versión del álbum, Freddie Mercury creó una nueva línea de bajo, agregó pausas instrumentales y cambió el orden de la canción para hacerla más amigable con las listas. Mercury y David Richards produjeron esta nueva versión.

## Actuaciones en vivo
La canción fue una de las favoritas en vivo en The Magic Tour del mismo año, que resultó ser la última gira de Queen antes de la muerte de Freddie Mercury.
Taylor a menudo incluyó la canción en listas de canciones en solitario, y aquellos con su banda The Cross. En el Rock the Cosmos Tour of Europe, Taylor tomó la voz principal de la canción en algunos conciertos.

## Vídeo musical
El video de esta canción fue dirigido por Russell Mulcahy, director de Highlander. Cabe destacar que Brian May no usó su famosa guitarra Red Special en el vídeo musical, sino una copia de 1984. En el vídeo, Mercury se viste como una figura de tipo mago. Entra en un teatro abandonado (The Playhouse Theatre en Londres) donde May, Taylor y John Deacon (todos vestidos como vagabundos estereotípicos) están dormidos hasta que despiertan por la entrada de Mercury. Mercury transforma a los vagabundos en miembros de Queen, se visten regularmente con sus instrumentos, y luego vuelve a los vagabundos cuando se va. A lo largo del vídeo, las imágenes de dibujos animados bailan al ritmo de la canción producidas por The Walt Disney Company. Como May recordó más tarde, el teatro estaba viejo y abandonado y carecía de calefacción central.
En el año 2022, el video fue remasterizado y subido en el canal oficial de la banda en su cuenta de YouTube.

## Legado
El sencillo fue certificado platino en Brasil para más de 100,000 descargas digitales del sencillo. En Last.fm, la canción tiene más de 48,000 éxitos y es la decimosexta canción más escuchada nunca de Queen.
Las compilaciones de Queen The Platinum Collection, Classic Queen y Greatest Hits II hacen una afirmación sin fundamento de que la canción alcanzó el número 1 en 35 países de todo el mundo, pero alcanzó el número uno en España en 1986, el único país donde superó las cartas.
La actriz de teatro musical Elaine Paige grabó la canción en su álbum de Queen cubre The Queen Album en 1988.

## Créditos y personal
- Escrita por: Roger Taylor
- Producida por: Queen y David Richards
- Músicos:
- Freddie Mercury: Voz principal Y coros, sintetizadores.
- Brian May: Guitarra eléctrica
- Roger Taylor: Caja de ritmos, sintetizador y coros.
- John Deacon: Bajo.

músicos adicionales
- Chris Rea - clics con los dedos sin acreditar

## Uso en otros medios
- La música se utilizó en el tráiler de la película Las aventuras de Pinocho.
- Se lanzó un vídeo musical promocional, hecho por Boeing, llamado Hornet Magic en VHS. El vídeo fue un vídeo musical de la canción ambientada en el vídeo de los aviones de combate F / A-18E / F Super Hornet. En el vídeo, la palabra "magia" aparecía en la pantalla cada vez que se mencionaba en la canción.
- Una versión abreviada de la canción se utiliza en los créditos iniciales de la serie animada para niños A Kind of Magic.
- La canción se escuchó en una promoción de lanzamiento de Disney Channel en el Reino Unido en 1995, pero también en 2009 para el lanzamiento en los Países Bajos y Flandes.
- Una muestra de Mercury que dice "Ha ha ha ha ha, it's magic" también aparece en la versión de Queen de la canción "I Was Born to Love You" de su álbum de 1995 Made in Heaven.
- La BBC utilizó la canción como música de fondo para la edición de 1986 de The Rock 'n' Roll Years (emitida en 1994) cuando presentaba imágenes de la final de la Copa FA de Merseyside de ese año, en la que Liverpool venció al Everton 3-1 en Estadio de Wembley.
- Fue utilizado por la BBC para la presentación de la ceremonia de apertura en los juegos de la Commonwealth de 1986 en Edimburgo.
- La canción fue utilizada en una campaña de Chocoarroz, de Molinos.

- Datos: Q300449